# Lago de Iseo
O Lago de Iseo (em italiano: Lago d'Iseo ou Sebino) é um lago localizado no norte da Itália na região da Lombardia entre as províncias de Bérgamo e Bréscia). Estende-se por uma área de cerca de 65,3 km² e sua altitude é de cerca de 185 metros sobre o nível do mar. A profundidade máxima do lago é 251 metros.

## Ilha de Monte Isola
O Lago de Iseo hospeda a maior ilha lacustre italiana onde se encontra também a comuna homônima de Monte Isola (a ilha corresponde à área da comuna).